# وسام الشرف العام (هيس)

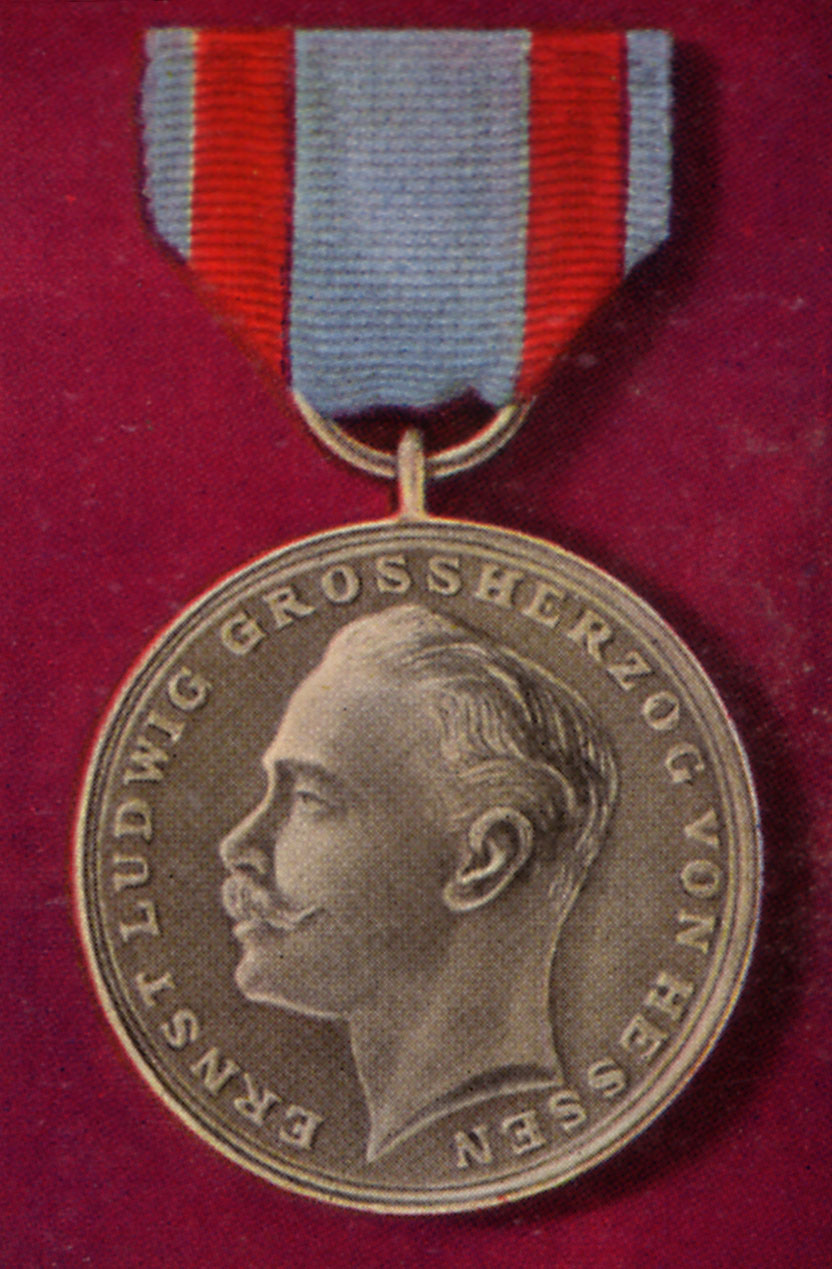

وسام الشرف العام (بالألمانية: Allgemeines Ehrenzeichen)‏ كانت زينة مدنية وعسكرية لدوقية هيس الكبرى. تأسست في 25 سبتمبر 1843، ويمكن منح الميدالية للتعرف على العديد من الإنجازات أو المزايا المختلفة. تم تحديد سبب منح الميدالية من خلال النقش على ظهر الميدالية، مع الوجه الذي يحمل دمية دوق هيسن الحاكم. 

## الحاصلون على ميدالية الشجاعة Hessian (Hessische Tapferkeitsmedaille
- فيليب، لاندجراف هيس [2]